# Troglonethes aurouxi
Troglonethes aurouxi is een pissebed uit de familie Trichoniscidae. De wetenschappelijke naam van de soort is voor het eerst geldig gepubliceerd in 1991 door Cruz.